# Просперо (спутник)
Про́сперо — относительно небольшой нерегулярный спутник Урана, имеющий обратное орбитальное вращение.
Просперо был открыт 18 июля 1999 года Джоном Кавеларсом, Бреттом Глэдманом, Мэтью Холманом, Жаном-Марком Пети, Гансом Скуллом на CCD-изображениях, полученных на 3.5-м  телескопе Канада-Франция-Гавайи на горе Мауна-Кеа вместе с Сетебосом и Стефано и получил временные обозначения S/1999 U 3 и Уран XVIII.
После наблюдений на 5-метровом Паломарском телескопе в августе 1999 года, а также в мае-июне 2000 года на телескопе Китт Пик и на 2,5-метровом телескопе Ла Пальма были получены элементы орбиты спутника.
Назван именем волшебника Просперо, герцога Миланского — персонажа пьесы Уильяма Шекспира «Буря».
Элементы орбиты имеют схожие черты с элементами орбиты Сикораксы и Сетебоса. Можно сделать предположение об их общем происхождении. Однако, это предположение не подтверждает цвет спутника. Он нейтрально серый и визуально (показатель цвета B−V = 0,80m, R-V = 0,39m) схож с Сетебосом, но отличается от Сикораксы (которая имеет чуть красноватый оттенок).